# Чехословацкий военный орден «За Свободу»
Чехословацкий военный орден «За Свободу» — государственная награда Чехословакии.

## История
Чехословацкий военный орден «За Свободу» был основан постановление правительства № 105/1946 от 2 апреля 1946 года, как военное отличие для чехословацких или иностранных граждан, которые в период с 1939 по 1945 года своей военной деятельностью за границей или на территории Чехословацкой Республики способствовали её освобождению от фашистских захватчиков.
Статут ордена были дополнены постановлением правительства № 30/1949 от 18 января 1949 года, в котором дополняются положения некоторых наград.

## Положение
Орден может быть вручен:
- гражданам Чехословакии, которые добровольно вступили в чехословацкую армию за границей в 1939-1940 годах, и этим помогли основанию чехословацкой армии за границей;
- гражданам Чехословакии, которые в 1939-1945 годах воевали заграницей или на территории Чехословакии против захватчиков, а тем самым помогли освобождению Чехословацкой Республики, а также тем, кто был в заключении или подвергся пыткам.

Орден мог вручаться иностранным подданным, которые своими боевыми действиями добились освобождения Чехословацкой Республики.
После дополнения статута постановлением правительства № 30/1949, орден мог быть вручен также иностранным подданным, военным и им подобным учреждениям, группам лиц или символам, которые эти группы лиц олицетворяли.
Орденом награждали пожизненно и бесплатно. Награждённый получал диплом, который давал право орден носить. Посмертно орденом не награждали.
Если награждённый умирал, орден передавался наследникам, без права его носить.
Орденом награждал Президент республики, или министр обороны, командующий войсками, при наличии полномочий полномочия.

## Степени
Орден имеет три степени:
- 1-я степень — Золотая звезда чехословацкого ордена «За Свободу»
- 2-я степень — Серебряная медаль чехословацкого ордена «За Свободу»
- 3-я степень — Бронзовая медаль чехословацкого ордена «За Свободу»

## Описание знака
Орден представляет собой пятиконечную звезду в центре которой круглый медальон с погрудным изображением двух солдат в касках в профиль один за другим. Внизу медальона по окружности надпись «ZA SVOBODU ČESKOSLOVENSKA». Звезда наложена на круглый венок из липовых листьев.
Серебраная и бронзовая медали повторяют изображение медальона ордена, отличаются в металле изготовления.
Реверс медали: вверху лента с начертанным девизом государства «Pravda vítězí». В центре медали два скрещенных меча остриями вверх, между остриями три липовых листа. Внизу даты — «1939» и «1945».
Медаль при помощи металлического кольца подвешивается к орденкой ленте.
Орденская лента муаровая тёмно-синего цвета с широкой красной и узкой белой полосками по краям.
Для повседневного ношения имеются планки, обтянутые орденской лентой и прикреплёными металлическими миниатюрными знаками:
- — для ордена.
- — для серебряной медали.
- — для бронзовой медали.